# DIN 18560
Die DIN-Norm DIN 18560 „Estriche im Bauwesen“ beschreibt die Arten, die Ausführung und die Anforderungen an Estrich. Sie wurde zuletzt im Juli 2021 (Teil 1) bzw. August 2022 (Teil 2) überarbeitet und ersetzt zusammen mit der DIN EN 13813 die Version vom Mai 1992.
Die allgemeinen Vertragsbedingungen für Estricharbeiten bezüglich der Baustoffe, der Ausführung, der Haupt- und der Nebenleistungen (einschließlich der erforderlichen Trenn-, Dämmstoff- und Schutzschichten) sowie die Abrechnung enthält die ATV DIN 18353.

## Teil 1: Allgemeine Anforderungen, Prüfung und Ausführung
Teil 1 stellt Anforderungen an Dicke, Trockenrohdichte, Brandverhalten, Wärmeschutz, Schallschutz und Estriche im Freien.
Weiterhin wird die Prüfung von Estrichen beschrieben. Hierbei wird zwischen Eingangsprüfung (Prüfung der Übereinstimmung der Produktangaben mit der Bestellung), der Erhärtungsprüfung (Aufschluss über Gebrauchstauglichkeit zu einem bestimmten Zeitpunkt, Prüfung nur im Ausnahmefall) und der Bestätigungsprüfung (Entnahme von Proben bei Zweifeln an der Qualität des eingebauten Estrichs, Prüfung nur im Sonderfall) unterschieden.
Darüber hinaus wird die Ausführung der gebräuchlichsten Estricharten (Calciumsulfatestrich, Gussasphaltestrich, Magnesiaestrich, Kunstharzestrich, Zementestrich) normativ geregelt.

## Teil 2: Estriche und Heizestriche auf Dämmschichten (schwimmende Estriche)
Heizestriche werden nach drei Ausführungsvarianten unterschieden:
- Systeme mit Rohren innerhalb des Estrichs
- Systeme mit Rohren unterhalb des Estrichs
- Systeme mit Rohren im Ausgleichsestrich, auf den der Estrich mit einer zweilagigen Trennschicht aufgebracht wird

Weiter werden die maximalen Heiztemperaturen bei Heizestrichen geregelt:
| Estrichart           | Warmwasserfußbodenheizung | Elektrofußbodenheizung |
| -------------------- | ------------------------- | ---------------------- |
| Gussasphaltestrich   | 45 °C                     | 55 °C                  |
| Calciumsulfatestrich | 55 °C                     | 65 °C                  |
| Zementestrich        | 55 °C                     | 65 °C                  |

Auch die Mindestnenndicke* wird in Abhängigkeit von der Härteklasse (EN 13813) geregelt (für lotrechte Nutzlasten ≤ 2 kN/m²):
| Estrichart                | Biegezugfestigkeits- bzw. Härteklasse | Mindestnenndicke in mm |
| ------------------------- | ------------------------------------- | ---------------------- |
| Calciumsulfatfließestrich | F4 F5 F7                              | 35                     |
| Calciumsulfatestrich      | F4 F5 F7                              | 45 40 35               |
| Gussasphaltestrich        | IC10                                  | 25                     |
| Kunstharzestrich          | F7 F10                                | 35 30                  |
| Magnesiaestrich           | F4 F5 F7                              | 45 40 35               |
| Zementestrich             | F4 F5                                 | 45 40                  |

(*Für höhere Nutz- und Flächenlasten gelten entsprechend höhere Mindestnenndicken)
Es werden Aussagen über die Mindestnenndicken beheizter Estriche getroffen (hier: für Systeme mit Rohren innerhalb des Estrichs).
- Calciumsulfat- und Zementestrich:

Mindestnenndicke = Mindestnenndicke in Abhängigkeit von der Nutzlast + Heizrohrdurchmesser
Die Mindestrohrüberdeckung beträgt bei Biegezugfestigkeitsklasse F4 45 mm. Bei höheren Biegezugfestigkeitsklassen ist eine Mindestdeckung von 30 mm zulässig.
- Gussasphaltestrich:

Nutzlast ≦ 2 kN/m² : Mindestnenndicke = 35 mm
Nutzlast ≧ 2 kN/m² und ≦ 5 kN/m² : Mindestnenndicke = 40 mm
Die Mindestrohrüberdeckung beträgt 15 mm. Es sind nur Gussasphaltestriche der Härteklasse IC10 zugelassen
Weiter wird die Beschaffenheit der Dämmschicht und des Untergrundes, der Einbau sowie die Prüfung bei von der Norm abweichenden Bauteildicken geregelt.

## Teil 3: Verbundestriche
Bei Verbundestrichkonstruktionen geht der Estrich eine kraftschlüssige Verbindung mit dem Rohboden ein. Um einen ausreichenden Verbund zwischen Estrich und Untergrund zu gewährleisten, ist zu beachten, dass nicht alle Estricharten auf allen Untergründen eingebaut werden sollten.
Eignung verschiedener Untergründe für Verbundestriche:
| Untergrund           | Beton | Calciumsulfatestrich | Magnesiaestrich | Zementestrich | Gussasphaltestrich | Holz | Stahl |
| Estrichart           |       |                      |                 |               |                    |      |       |
| -------------------- | ----- | -------------------- | --------------- | ------------- | ------------------ | ---- | ----- |
| Calciumsulfatestrich | +     | +                    | o               | +             | o                  | o    | o     |
| Gussasphaltestrich   | o     | -                    | -               | o             | +                  | o    | o     |
| Kunstharzestrich     | +     | o                    | o               | +             | o                  | o    | o     |
| Magnesiaestrich      | +     | o                    | +               | +             | o                  | +    | o     |
| Zementestrich        | +     | o                    | -               | +             | o                  | o    | o     |

(Zeichenerläuterung: + geeignet; o mit besonderen Maßnahmen geeignet; - nicht geeignet)
Die Nenndicke von Verbundestrichen sollte laut DIN 18560-3 bei Calciumsulfat-, Kunstharz-, Magnesia- und Zementestrichen die Stärke von 50 mm und bei Gussasphaltestrichen die Stärke von 40 mm nicht überschreiten.
Um eine kraftschlüssige Verbindung zu gewährleisten, muss der Untergrund frei von Verunreinigungen aller Art sein (Öl, Kraftstoff, Mörtelreste o. ä.). DIN 18560-3 regelt weiter die Prüfung von Verbundestrichen, die in Ausnahmefällen (Zweifel an der Qualität des Estrichs) vorgenommen werden soll.

## Teil 4: Estriche auf Trennschicht
Estriche auf Trennschicht sind nicht kraftschlüssig mit dem tragenden Untergrund verbunden.
Die Mindestnenndicken sollten bei Estrichen auf Trennschicht folgende Werte nicht unterschreiten:
| Estrichart           | Mindestnenndicke in mm |
| -------------------- | ---------------------- |
| Calciumsulfatestrich | 30                     |
| Gussasphaltestrich   | 25                     |
| Kunstharzestrich     | 15                     |
| Magnesiaestrich      | 30                     |
| Zementestrich        | 35                     |

Der tragende Untergrund muss den statischen Ansprüchen genügen und eine ebene (Ebenheitstoleranzen nach DIN 18202), gratfreie Oberfläche aufweisen.
Weiter wird die Prüfung von Estrichen auf Trennschicht, die in Ausnahmefällen (Zweifel an der Qualität des Estrichs) vorgenommen werden soll, normativ geregelt.

## Teil 7: Hochbeanspruchbare Estriche (Industrieestriche)
Teil 7 gilt für direkt genutzte (d. h. kein weiterer Bodenbelag) Calciumsulfat-, Gussasphalt-, Magnesia- und zementgebundene Hartstoffestriche.
Es werden drei mechanische Beanspruchungsgruppen definiert. :
| Beanspruchungs- gruppe | Art der Bereifung des Flurförderzeugs | Beispiele: Arbeitsabläufe, Fußgängerverkehr                                                                                               |
| ---------------------- | ------------------------------------- | --- |
| I (schwer)             | Stahl, Polyamid                       | Bearbeiten, Schleifen und Kollern von Metallteilen, Absetzen von Gütern mit Metallgabeln, Fußgängerverkehr mit mehr als 1000 Personen/Tag |
| II (mittel)            | Urethan, Vulkollan, Gummi             | Schleifen und Kollern von Holz, Papierrollen und Kunststoffteilen Fußgängerverkehr von 100 bis 1000 Personen/Tag                          |
| III (leicht)           | Luftreifen                            | Montage auf Tischen, Fußgängerverkehr bis 100 Personen/Tag                                                                                |

Hochbeanspruchte Gussasphaltestriche sind als Estriche auf Trennschicht, ab einer Nenndicke von 40 mm als mehrschichtige Konstruktion, auszuführen.
Für solche Estriche sind folgende Mindestnenndicken in Abhängigkeit vom Größtkorn des Zuschlags festgelegt:
| Beanspruchungsklasse | Mindestnenndicke in mm | Größtkorn des Zuschlags in mm |
| -------------------- | ---------------------- | ----------------------------- |
| I (schwer)           | 35 30                  | 11 8                          |
| II (mittel)          | 30 25                  | 8 5                           |
| III (leicht)         | 30 25                  | 8 5                           |

Hochbeanspruchte Kunstharz- und Magnesiaestriche sind im Allgemeinen als Verbundestriche auszuführen.
Weiter wird die Prüfung im Sonderfall wie im Teil 3 und 4 beschrieben.